# Hollywood Vampires
Hollywood Vampires es un supergrupo de rock estadounidense formado en el 2015 por el reconocido cantante Alice Cooper, el actor Johnny Depp y el guitarrista Joe Perry, de Aerosmith, para rendir tributo a la música de estrellas de rock fallecidas en los años setenta. El nombre deriva de un club formado por Cooper a finales de los años setenta, el cual incluía las visitas de músicos como John Lennon y Ringo Starr de Los Beatles, Keith Moon de The Who y Micky Dolenz de The Monkees. Algunos músicos que han hecho parte de las giras de la banda incluyen a Duff McKagan y Matt Sorum de Guns N' Roses y Robert DeLeo de Stone Temple Pilots.
La banda lanzó en 2015 su disco debut Hollywood Vampires, contando con las participaciones estelares de Paul McCartney, Dave Grohl, Joe Walsh y Christopher Lee, entre otros. Cooper y Perry han discutido la posibilidad de grabar un álbum en vivo, que se ha visto imposibilitado por las labores actorales de Depp. En 2019 salió a la venta el segundo disco Rise.

## Personal

### Miembros oficiales
- Alice Cooper – voz, armónica, guitarra (2015–presente)
- Johnny Depp – guitarra, coros, teclados (2015–presente)
- Joe Perry – guitarra, voz (2015–presente)
- Tommy Henriksen – guitarra, teclados, coros (2015–presente)[5]

### Músicos de apoyo

#### Actuales
- Glen Sobel – batería (2017-presente)
- Chris Wyse – bajo, coros (2018–presente)
- Buck Johnson – teclados, guitarra, coros (2018–presente)[5]

#### Antiguos
- Duff McKagan – bajo, coros (2015–2016)[5]
- Matt Sorum – batería, voz (2015–2017)[5]
- Bruce Witkin – teclados, percusión, guitarra, voz (2015–2017)[5]
- Robert DeLeo – bajo, coros (2016–2017)[5]
- Brad Whitford – guitarra (2017)

### Músicos de sesión
- Tommy Henriksen - teclados, guitarra, coros (2015–presente)
- Bruce Witkin - bajo, teclados, guitarra (2015–presente)
- Glen Sobel - batería (2015–presente)

## Discografía

### Albúms de Estudio
- Hollywood Vampires (2015)
- Rise (2019)

### En Vivo
- Live In Rio (2023)